# Szolnoki MÁV FC
Szolnoki MÁV FC – węgierski klub piłkarski z siedzibą w mieście Szolnok. Obecnie klub uczestniczy w rozgrywkach Nemzeti Bajnokság III.

## Historia

### Chronologia nazw
- 1910: Szolnoki MÁV Sport Egyesület (SE)
- 1948: Szolnoki Vasutas SE
- 1949: Szolnoki Lokomotív SK
- 1953: Szolnoki Törekvés SE
- 1956: Szolnoki MÁV Sport Egyesület
- 1979: Szolnoki MÁV MTE (fuzja z Szolnoki MTE)
- 1996: Szolnoki MÁV FC

### Historia klubu
Zespół został założony w 1910 roku. W 1937 roku awansował do NB II, a rok później zadebiutował w NB I. Największym sukcesem klubu jest zdobycie w 1941 roku Pucharu Węgier, po zwycięstwie w finale 3:0 z Salgótarján BTC. W sezonie 1941/1942 klub zajął trzecie miejsce w lidze, ale w roku 1948 spadł z pierwszej ligi. Powrócił do niej w sezonie 2010/2011.
Przez 9 lat, kiedy to zespół grał w NB I, rozegrał 266 meczów, z których wygrał 108, przegrał 135 i zremisował 54. W NB I klub strzelił 567 goli, a stracił 635.

## Stadion
Zespół od 1974 roku rozgrywa swoje mecze na Stadionie Tiszaligeti, który ma 10 000 miejsc i nie posiada oświetlenia. Stadion jest otoczony torem żużlowym. Przed 1974 rokiem klub rozgrywał mecze na stadionie MÁV Sporttelep.